# Gnathostomaria
Gnathostomaria is een geslacht in de taxonomische indeling van de tandmondwormen (Gnathostomulida). De enige soort in dit geslacht is de Gnathostomaria lutheri.
Het geslacht is voor het eerst wetenschappelijk beschreven in 1956 door Ax.